# Pyramidellidae
Pyramidellidae, nombre común de la familia PYRAM, es una familia taxonómica voluminoso de caracoles de mar en su mayoría pequeños ectoparásitos, Mollusca, Heterobranchia y micromolúscos.
La familia se distribuye en todo el mundo PYRAM con más de 6.000 especies en más de 350 géneros y subgéneros.

## Subfamilias
Subfamilias incluidas dentro de la familia Pyramidellidae varían de acuerdo a la taxonomía. La taxonomía es actualmente líder en la taxonomía de Bouchet y Rocroi (2005).
Taxonomía 1997
Taxonomía de Pyramidellidae por Ponder y Lindberg (1997).
- Chrysallidinae Saurin, 1958
- Cingulininae Saurin, 1959
- Cyclostremellinae Moore, 1966
- Eulimellinae Saurin, 1958
- Odostomellinae Saurin, 1959
- Odostomiinae Pelseneer, 1928
- Pyramidellinae J.E. Gray, 1840
- Sayellinae Wise, 1996
- Syrnolinae Saurin, 1958
- Tiberiinae Saurin, 1958
- Turbonillinae Bronn, 1849

Taxonomía 1999
Taxonomía de Pyramidellidae por Schander, Van Aartsen & Corgan (1999).
- Superfamilia Pyramidelloidea Gray, 1840
  - Familia Amathinidae Ponder, 1987
  - Familia Ebalidae Warén, 1994 - sinonimia: Anisocyclidae van Aartsen, 1995
  - Familia Odostomiidae Pelseneer, 1928
    - Subfamilia Odostomiinae Pelseneer, 1928
    - Subfamilia Chrysallidinae Saurin, 1958
    - Subfamilia Odostomellinae Saurin, 1958
    - Subfamilia Cyclostremellinae Moore, 1966

  - Familia Pyramidellidae J. E. Gray, 1840
    - Subfamilia Pyramidellinae J. E. Gray, 1840
    - Subfamilia Sayellinae Wise, 1996

  - Familia Syrnolidae Saurin, 1958
    - Subfamilia Syrnolinae Saurin, 1958
    - Subfamilia Tiberiinae Saurin, 1958

  - Familia Turbonillidae Bronn, 1849
    - Subfamilia Turbonillinae Bronn, 1849
    - Subfamilia Eulimellinae Saurin, 1958
    - Subfamilia Cingulininae Saurin, 1959

Taxonomía 2005
Taxonomía de Pyramidellidae por Bouchet & Rocroi (2005)
- Subfamilia Pyramidellinae Gray, 1840
  - Tribu Pyramidellini Gray, 1840 - sinonimia: Obeliscidae A. Adams, 1863 (inv.); Plotiidae Focart, 1951 (inv.)
  - Tribu Sayellini Wise, 1996 - anteriormente subfamilia Sayellinae
- Subfamilia Odostomiinae Pelseneer, 1928
  - Tribu Odostomiini Pelseneer, 1928 - sinonimia: Ptychostomonidae Locard, 1886; Liostomiini Schander, Halanych, Dahlgren & Sundberg, 2003 (n.a.)
  - Tribu Chrysallidini Saurin, 1958 - anteriormente subfamilia Chrysallidinae, sinonimia: Menesthinae Saurin, 1958; Pyrgulininae Saurin, 1959
  - Tribu Cyclostremellini D. R. Moore, 1966 - anteriormente subfamilia Cyclostremellinae
  - Tribu Odostomellini Saurin, 1959 - anteriormente subfamilia Odostomellinae
- Subfamilia Syrnolinae Saurin, 1958 - anteriormente subfamilia Syrnolinae
  - Tribu Syrnolini Saurin, 1958
  - Tribu Tiberiini Saurin, 1958 - anteriormente subfamilia Tiberiinae
- Subfamilia Turbonillinae Bronn, 1849
  - Tribu Turbonillini Bronn, 1849 - sinonimia: Chemnitziinae Stoliczka, 1868
  - Tribu Cingulinini Saurin, 1958 - anteriormente subfamilia Cingulininae
  - Tribu Eulimellini Saurin, 1958 - anteriormente subfamilia Eulimellinae

En 2010 la familia Pyramidellidae ha sido reconocido como monofilético

## Otros géneros
Los siguientes géneros son actualmente difíciles de colocar en subtaxones existentes de la Pyramidellidae.
- Contraxalia Laseron, 1956
- Cossmannica Dall & Bartsch, 1904
- Eulimotibera Nomura, 1939
- Morrisonetta Brandt, 1968
- Peristichia Dall, 1889[3]
- Ulfa Dall & Bartsch, 1904
- Vagna Dall & Bartsch, 1904